# Newportia morela
Newportia morela är en mångfotingart som beskrevs av Chamberlin 1943. Newportia morela ingår i släktet Newportia och familjen Scolopocryptopidae. Inga underarter finns listade i Catalogue of Life.